# Colossendeis pipetta
Colossendeis pipetta är en havsspindelart som beskrevs av Stock, J.H. 1991. Colossendeis pipetta ingår i släktet Colossendeis och familjen Colossendeidae. Inga underarter finns listade i Catalogue of Life.